# Fragile (album de Saron Gas)
Pour les articles homonymes, voir Fragile.
Albums de Saron Gas
Disclaimer
(2002)
Fragile est l'unique album studio du groupe sud-africain de metal alternatif Saron Gas, devenu par la suite Seether, publié en novembre 2000 sur le label Musketeer Records.

## Liste des chansons
| No  | Titre                                       | Durée |
| --- | ------------------------------------------- | ----- |
| 1.  | Beer                                        | 2:47  |
| 2.  | 69 Tea                                      | 3:36  |
| 3.  | Pride                                       | 4:22  |
| 4.  | Fine Again                                  | 4:03  |
| 5.  | Empty                                       | 4:15  |
| 6.  | Tied My Hands                               | 5:13  |
| 7.  | Take Me Away                                | 3:31  |
| 8.  | Driven Under                                | 4:30  |
| 9.  | Stay and Play                               | 3:05  |
| 10. | Your Bore                                   | 3:40  |
| 11. | Pig                                         | 4:27  |
| 12. | Dazed and Abused                            | 3:10  |
| 13. | Gasoline (chanson cachée)                   | 2:46  |
| 14. | Tied My Hands (chanson cachée - acoustique) | 4:48  |
| 15. | Senseless Tragedy (chanson cachée)          | 3:16  |